# Sentier de grande randonnée 89
Le chemin de Montaigne est le nom donné au chemin de grande randonnée no 89 (GR 89), en référence au parcours effectué à travers le Massif central par le philosophe, humaniste et moraliste Michel de Montaigne à l'automne 1581.

## Histoire

### Chronologie
- En 1581 : Michel de Montaigne relie Lyon à Bordeaux par l'ancien chemin romain reliant les deux villes ;
- 28 avril 2018 : inauguration du GR 89 entre Thiers et Brussieu ;
- 2019 : ouverture du tronçon entre Brussieu et Lyon ;
- 2021 : ouverture du tronçon entre Thiers et Felletin.
- 2023 : ouverture du tronçon entre Felletin et Sauviat-sur-Vige

### Le voyage de Montaigne
En 1581, Montaigne a 48 ans ; il reçoit à Rome, le 1er octobre 1581, une missive lui indiquant qu'il est élu maire de Bordeaux. Après être arrivé, fin octobre, à Lyon, il rejoint Bordeaux dès le mois suivant. Il raconte son périple dans son journal de voyage.

### La création du parcours
En 2014, un groupe de passionnés souhaite, dans la région de Thiers, faire revivre le chemin de Montaigne. Après validation des instances de la Fédération française de randonnée et des élus locaux, un premier tronçon est inauguré le 28 avril 2018 entre Thiers et Brussieu, soit 118 km.
Le tronçon Brussieu à Lyon est homologué le 15 mai 2019 et il est ouvert à la fin de la même année. La distance est dès lors portée à 153 km.
Le 7 octobre 2021, la section entre Thiers à Felletin est inauguré. Puis en février 2023, le parcours est homologué jusqu'à Sauviat-sur-Vige. La distance est portée à 400 km.

## L'itinéraire du GR
L'itinéraire du GR 89, correspondant approximativement à celui qu'emprunta Montaigne en 1581 est tel que ci-dessous décrit.
| Étapes indicatives                                  | Lieux traversés | Distance selon TopoGuides GR 89 |
| --------------------------------------------------- | --------------- | ------------------------------- |
| Lyon — Chaponost                                    |                 | 6,5 km                          |
| Chaponost — Brindas                                 |                 | 9,3 km                          |
| Brindas — Saint-Bonnet-le-Froid                     |                 | 8,7 km                          |
| Saint-Bonnet-le-Froid — Brussieu                    |                 | 10,8 km                         |
| Brussieu — La Rochetière                            |                 | 11 km                           |
| La Rochetière — Le Bret                             |                 | 10,5 km                         |
| Le Bret — Feurs                                     |                 | 12 km                           |
| Feurs — La Loge                                     |                 | 14 km                           |
| La Loge — Stade de Boën-sur-Lignon                  |                 | 16,5 km                         |
| Stade de Boën-sur-Lignon — Débats-Rivière-d'Orpra   |                 | 12,5 km                         |
| Débats-Rivière-d'Orpra — Saint-Didier-sur-Rochefort |                 | 11,5 km                         |
| Saint-Didier-sur-Rochefort — Noirétable             |                 | 11,5 km                         |
| Noirétable — Vault                                  |                 | 10,2 km                         |
| Vault — Thiers                                      |                 | 12,1 km                         |
|                                                     | Total           | 153 km                          |

## Futures extensions
L'objectif du projet de sentier est de relier Lyon à Bordeaux. Une nouvelle extension est donc en cours d'homologation entre Felletin et le département de la Dordogne. La traversée de la Dordogne est en cours de mise au point. Ainsi, le parcours serait rallongé de 250 km.
Fin 2023, le chemin sera prolongé jusqu'à Bordeaux.